# 農林水産業施設災害復旧事業費国庫補助の暫定措置に関する法律
農林水産業施設災害復旧事業費国庫補助の暫定措置に関する法律（のうりんすいさんぎょうしせつさいがいふっきゅうじぎょうひこっこほじょのざんていそちにかんするほうりつ、昭和25年5月10日法律第169号）は、異常気象により発生した災害により、農地や農林水産業に供される公共的施設などが被災した際に、施設の機能復旧に要する費用の一部を国が負担する事に関する法律である。一般的には暫定法（ざんていほう）と呼ばれる。
この法律に基づき、下記の農林水産業関連施設が被災したものに対し、都道府県が直接復旧事業を行う場合、または都道府県が復旧事業を行う生産者組合等に補助を行う場合に国から都道府県に対して補助が行われる。
法律の条文としては第九条までしかなく、章分けはされていない。

## 対象となる施設
- 農地
- 農業用施設
  - かんがい排水施設
  - 農業用道路（農道）
  - 農地又は農作物の災害を防止するため必要な施設
- 林業用施設
  - （民間により管理される）林地荒廃防止施設
  - 林道
- 漁業用施設
  - 沿岸漁場整備開発施設（消波施設など）
  - 漁業協同組合（JF）の管理する漁港施設
- 農業協同組合（JA）、森林組合、JF等の生産者組合の管理する共同利用施設（倉庫、加工施設、共同作業場など）